# Marmerenjauretje (Tärna socken, Lappland, 727631-146078)
Marmerenjauretje är en sjö i Storumans kommun i Lappland och ingår i Umeälvens huvudavrinningsområde. Sjön har en area på 0,0702 kvadratkilometer och ligger 841,8 meter över havet.

## Delavrinningsområde
Marmerenjauretje ingår i det delavrinningsområde (727418-146247) som SMHI kallar för Utloppet av Bleriken. Medelhöjden är 739 meter över havet och ytan är 25,55 kvadratkilometer. Räknas de 35 avrinningsområdena uppströms in blir den ackumulerade arean 385,25 kvadratkilometer. Gejmån (Vuole-Gassasavon) som avvattnar avrinningsområdet har biflödesordning 2, vilket innebär att vattnet flödar genom totalt 2 vattendrag innan det når havet efter 378 kilometer. Avrinningsområdet består mestadels av skog (52 procent) och kalfjäll (37 procent). Avrinningsområdet har 2,83 kvadratkilometer vattenytor vilket ger det en sjöprocent på 11,1 procent.